# Boy with the Blues
Boy with the Blues est une chanson de Oasis, écrite par le chanteur Liam Gallagher.

## Histoire
Le groupe a d'abord envisagé d'inclure la chanson sur leur sixième album, Don't Believe the Truth, mais elle a finalement été coupé au mixage final. En octobre 2005, Noel Gallagher a annoncé dans communiqué de presse que la chanson sera publiée dans un EP au Royaume-Uni. Dans une interview avec le magazine NME, il dit : Je pense que nous allons juste le publier en tant que single, il ne sera pas sur le prochain album . Les séances pour ce EP n'ont cependant jamais eu lieu et la publication a été annulée au début de 2006.
Noel, dans une interview en décembre 2005 dans la même interview au NME, a décrit les éléments principaux du titre par un piano et des guitares acoustiques. Il a également mentionné que la piste contient à la fin une partition chantée, où les mots Come all together / If we come all together / We'll come all together for you seraient inspirés de la chanson Come Together des Beatles. Noel a également l'absence de refrain a amené le titre à ne pas être présent sur Don't Believe the Truth . Il a également dit que la piste besoin de davantage être travaillé.
Dans différentes interviews en février 2006, Noel et Liam ont fait des déclarations contradictoires concernant l'avenir de la chanson. Liam a déclaré : After the tour we'll do some recording, then we'll put it out  ("Une fois la tournée terminée, on fera quelques enregistrements, et on la sortira"), tandis que Noel a dit : We had a couple of tracks left over from the last record and in our own heads we thought they were good enough to be released as an EP. We went back and listened to the tapes and we reckon we can get it better, so we're having the year off instead  ("Nous avions quelques morceaux qui étaient restés inutilisés après notre dernier album, et nous pensions vraiment qu'ils étaient assez réussis pour paraitre en EP. On les a ensuite réécoutés, et avons reconnus qu'ils pouvaient être améliorés; on a donc préféré se donner une année de plus".
Dans un numéro du NME en février 2007, Noel a dit :
« Vous pouvez repérer une chanson de Liam à 1 000 mètres. Il pourrait écrire du gospel ou quelque chose comme ça. […] Son morceau va durer huit ou neuf minutes puisqu'il y a un refrain dans le chœur qui pourrait se poursuivre pendant… euh… pour toujours. »
La chanson a finalement été libérée avec la version Deluxe du septième album studio d'Oasis, Dig Out Your Soul,.

Aux États-Unis, la chanson a été utilisée pour la série télévisée NCIS : Enquêtes spéciales.